# Fontana del Conte
Fontana del Conte (in sloveno Knežak, in tedesco Grafenbrunn) è un paese della Slovenia, frazione del comune di Bisterza.

## Geografia fisica
Le alture principali sono: Velika Obroba, 644 m; Vrh, 778 m; Mala Obroba, 641 m; Stani hrib, 674 m; Milanka, 948 m.

## Storia
Abitata anticamente da tribù illiriche, venne poi conquistata dai romani. In seguito alla caduta dell'Impero romano d'Occidente, nel settimo secolo arrivarono le prime popolazioni slovene provenienti dalla piana di Blocche.

## Geografia antropica
Il centro abitato apparteneva storicamente alla Carniola, come comune autonomo inserito nel distretto di Bisterza; era noto con il toponimo tedesco di Grafenbrunn e con quello sloveno di Knežak. Prima del trattato di Rapallo, firmato nel 1920, il comune di Fontana del Conte, nel distretto di Bisterza, faceva parte della Carniola interna (in sloveno Notranjska - in tedesco Innerkrain), con i Distretti di Blocche, Borgovecchio di Olisa, Circonio, Idria, Longatico, Nauporto, Postumia, San Pietro del Carso, Senosecchia e Vipacco. Fu parte dello storico territorio asburgico di Carniola. Il centro tradizionale della regione è Postumia. Dopo la prima guerra mondiale passò, come tutta la Venezia Giulia, al Regno d'Italia; il toponimo venne italianizzato in Fontana del Conte, e il comune venne inserito nel circondario di Volosca-Abbazia della provincia dell'Istria. L'anno successivo passò alla nuova provincia del Carnaro. Nel 1927 al comune di Fontana del Conte venne aggregato il comune di Sagoria San Martino.

### Frazioni nel 1936
Nel 1936 il vecchio comune di Fontana del Conte (provincia di Fiume) aveva una popolazione totale di 3.727 residenti ed era suddiviso in 8 frazioni e in 1 centro abitato:
| Comuni, frazioni e abitati | popolazione residente in complesso | popolazione residente dei centri | popolazione residente delle case sparse |
| -------------------------- | ---------------------------------- | -------------------------------- | --------------------------------------- |
| Fontana del Conte (comune) | 3.727                              | 3.629                            | 98                                      |
| Fontana del Conte          | 1.004                              | 1.004                            | --                                      |
| Bàccia                     | 685                                | 685                              | --                                      |
| Coritenza                  | 309                                | 303                              | 6                                       |
| Drescozze                  | 156                                | 156                              | --                                      |
| Pàrie                      | 96                                 | 96                               | --                                      |
| Sagòria San Martino        | 655                                | 607                              | 48                                      |
| San Giorgio (Guìrsici)     | 445                                | 441                              | 4                                       |
| San Giorgio                | --                                 | 441                              | --                                      |
| Sèmbie                     | 377                                | 337                              | 40                                      |

Dopo la seconda guerra mondiale il territorio passò alla Iugoslavia; attualmente Fontana del Conte (oggi Knežak) è frazione del comune di Bisterza.